# Alaplıbölücek, Alaplı
Alaplıbölücek là một xã thuộc huyện Alaplı, tỉnh Zonguldak, Thổ Nhĩ Kỳ. Dân số thời điểm năm 2011 là 460 người.